# جاين إيسينج
جاين إيسينج (بالألمانية: Jane Ising)‏ (و. 1902 – 2012 م) هي اقتصادية، وأستاذة جامعية من ألمانيا، والولايات المتحدة، ولدت في برلين، توفيت في إلينوي، عن عمر يناهز 110 عاماً.

## التعليم
تعلمت في جامعة هومبولت في برلين
.